# Re-Rewind (The Crowd Say Bo Selecta)
Re-Rewind (The Crowd Say Bo Selecta), conosciuto più semplicemente come Re-Rewind, è un singolo del duo britannico Artful Dodger insieme al cantante britannico Craig David, pubblicato il 29 novembre 1999 come terzo estratto dall'album d'esordio del duo, It's All About the Stragglers.

## Descrizione
Il brano è stato scritto da Mark Hill degli Artful Dodger insieme a Tony Briscoe e Craig David, e prodotto dagli Artful Dodger. Uscito inizialmente solo nel Regno Unito, il singolo è stato pubblicato dalla Universal a livello europeo il 20 marzo 2000.
Gli autori hanno raccontato che durante la fase di realizzazione del pezzo la demo ha rischiato di andare perduta, in quanto il file registrato nel computer era corrotto. Riuscirono a recuperare il lavoro sfruttando una registrazione che avevano fatto su una cassetta TDK che avevano realizzato per l'ascolto via autoradio.
Originariamente pubblicato senza l'accreditamento di Craig David, successivamente fu dichiarata la collaborazione e il cantante realizzò nel 2006 una "versione solista", non accreditando gli Artful Dodger.

## Successo e accoglienza
Classico della musica UK garage, è stato il brano che ha dato la popolarità sia al duo, che si è occupato della produzione, che al cantante Craig David che ha prestato la voce al progetto.
Ottenne ottimi consensi da parte della critica. Joe Muggs del The Guardian ha dichiarato che il brano contribuì a lanciare il gruppo come figura di spicco del panorama UK garage, e che il brano influenzò il mercato della musica contaminandolo con le sue sonorità per i successivi tre anni. Il sondaggio Pazz & Jop che stilava le classifiche annuali dei migliori brani musicali per conto del periodico statunitense The Village Voice, curata da Robert Christgau, inserì il brano al quinto posto della lista dei migliori pezzi del 2001.
Anche le vendite furono soddisfacenti, raggiungendo il secondo posto nella classifica Official Charts Company nel Regno Unito nel dicembre del 1999 e la vetta della Official Dance Chart il 28 novembre dello stesso anno. Ottenne buoni risultati in classifica in tutta Europa.
Il singolo fu certificato disco di platino nel Regno Unito nel marzo del 2000. Anche la versione solista realizzata da Craig David nel 2006 ricevette una certificazione, un disco d'argento, nel 2022 a distanza di sedici anni dalla prima pubblicazione.

## Tracce
CD e cassetta (Regno Unito) (Relent)
1. Re-Rewind (The Crowd Say Boo Selecta) (Radio Edit) (Mark Hill, Craig David, Tony Briscoe)
2. Re-Rewind (The Crowd Say Boo Selecta) (Bump n Flex - Sweet n Low Mix) (Mark Hill, Craig David, Tony Briscoe)
3. Re-Rewind (The Crowd Say Boo Selecta) (Sharp Club Vocal Mix) – 6:57 (Mark Hill, Craig David, Tony Briscoe)

Vinile 33 giri (Regno Unito) (Relent)
- Lato A

1. Re-Rewind (The Crowd Say Boo Selecta) (Radio Edit) (Mark Hill, Craig David, Tony Briscoe)
2. Re-Rewind (The Crowd Say Boo Selecta) (Bump n Flex - Sweet n Low Mix) (Mark Hill, Craig David, Tony Briscoe)

- Lato B

1. Re-Rewind (The Crowd Say Boo Selecta) (Sharp Addiction to DTPM dub) (Eddie Ludon e Gary Daly)

CD (Europa) (Relent DAN 669059 1)
1. Re-Rewind (The Crowd Say Boo Selecta) (Radio Edit) (Mark Hill, Craig David, Tony Briscoe)
2. Re-Rewind (The Crowd Say Boo Selecta) (Sharp Club Vocal Remix) (Mark Hill, Craig David, Tony Briscoe)

Cassetta (Regno Unito) (Universal 012 156 916-4)
1. Re-Rewind (The Crowd Say Boo Selecta) (Radio Edit) (Mark Hill, Craig David, Tony Briscoe)
2. Re-Rewind (The Crowd Say Boo Selecta) (Sharp Club Vocal Remix) (Mark Hill, Craig David, Tony Briscoe)

CD-Maxi (Universal 156 803-2 (UMG) / EAN 0601215680324)
1. Re-Rewind (The Crowd Say Boo Selecta) (Radio Edit) – 4:00 (Mark Hill, Craig David, Tony Briscoe)
2. Re-Rewind (The Crowd Say Boo Selecta) (Bump n Flex - Sweet n Low Mix) – 6:29 (Mark Hill, Craig David, Tony Briscoe)
3. Re-Rewind (The Crowd Say Boo Selecta) (Sharp Club Vocal Mix) – 6:57 (Mark Hill, Craig David, Tony Briscoe)
4. Re-Rewind (The Crowd Say Boo Selecta) (Sharp Addiction To DTPM Dub) – 7:00 (Mark Hill, Craig David, Tony Briscoe)

## Classifiche

### Classifiche settimanali
| Classifica (1999-2001)    | Posizione raggiunta |
| ------------------------- | ------------------- |
| Svizzera                  | 88                  |
| Germania                  | 49                  |
| Paesi Bassi               | 4                   |
| Belgio (Fiandre)          | 19                  |
| Svezia                    | 53                  |
| Italia                    | 18                  |
| Nuova Zelanda             | 18                  |
| Regno Unito (OCC)         | 2                   |
| Regno Unito (Dance Chart) | 1                   |
| Irlanda                   | 15                  |

### Classifiche annuali
| Classifica (1999) | Posizione raggiunta |
| ----------------- | ------------------- |
| Regno Unito       | 37                  |

| Classifica (2000)             | Posizione raggiunta |
| ----------------------------- | ------------------- |
| Regno Unito                   | 83                  |
| Paesi Bassi (Dutch Top 40)    | 53                  |
| Paesi Bassi (Singles Top 100) | 54                  |